# Kent North
Kent North, pseudonimo di Ben Grey (Kent, 27 dicembre 1971 – Londra, 4 luglio 2007), è stato un attore pornografico britannico.

## Biografia
Kent North è crescuito nel Regno Unito. Ha iniziato la propria carriera cinematografica nel mondo della pornografia gay, lavorando in Inghilterra e negli Stati Uniti d'America per le case di produzione Alphamale Media e Hot House Entertainment, con cui ha sottoscritto un contratto di esclusiva.
Dopo aver esordito nel 2004 in Handpacked 3: Jampacked diretto da Wolfgang Bang, David Lamm nel 2005 lo ha scelto per il cast di Twisted nel quale è apparso accanto a Billy Cochran, Chris Neal, Joey O'Bryan, Jordan West, Nick Capra, Nick Savage, Rik Jammer, Rod Barry e Tim Rusty.
Nel 2006 ha recitato in Justice diretto da Steven Scarborough, con Brad Star, Carlos Morales, Nick Horn, Nick Piston, Parker Williams e Robert Van Damme. Nel film ha avuto sia il ruolo di attivo che di passivo.
L'anno seguente ha recitato, sempre per Steven Scarborough, in At Your Service, nel quale si esibito in un ménage à trois con Nick Piston e Thom Barron. Per questo film ha ottenuto il GayVN Awards 2007 per la Best solo performance superando gli altri attori nominati nella categoria Fabinho (The School for Lovers), Brad Patton (Minute Man 25), Rocky Rivera (Boyz 'n the Crib 3) e François Sagat (Manhattan).
È morto il 4 luglio 2007 a Londra a seguito di suicidio mediante overdose. Durante la sua vita ha convissuto con il fidanzato Llyod North, noto come Warren Lord, che gli è sopravvissuto.
Nel 2008 ai Grabby Awards è stato inserito nel Wall of Fame (attribuzione postuma).

## Filmografia
- Handpacked 3: Jampacked (2004) come HandPacked III (in the US)[4]
- Hard Way (2005)
- Mischief (2005)
- Missing (II) (2005)
- Twisted (2005)
- At Your Service (2006)
- Black-N-Blue (2006)
- Blue (2006)
- Justice (2006)
- Justice: Hardcore Director's Cut (2006)
- Out In The Open (2006)
- Pack Attack 1: Kent North (2006)
- Private Lowlife (2006)
- Slam Dunk (2006)
- Communion (2007)
- Hot House Backroom Exclusive Videos 1 (2007)
- Knuckle Sandwich (2007)
- Mister Fister (2007)
- Hot House Backroom Exclusive Videos 4 (2008)
- Arpad Miklos Collection (2009)
- Whoppers 3 (2012)
- XX Years of XXX: Hot House (2013)

## Premi
- 2007 GayVN Awards Best Solo Performance in At Your Service (2006)
- 2007 Grabby Awards nomination al Best Bottom
- 2008 Grabby Awards Wall of Fame (attribuito postumo)